# Nerpio
Nerpio ist eine spanische Gemeinde (municipio). Sie zählte auf einer Fläche von 435,78 km² 1.150 Einwohner (Stand: 2024).
Nerpio liegt im äußersten Südwesten der Provinz Albacete in der Sierra del Segura am Oberlauf des Taibilla. Die nächste Stadt ist das in der Provinz Murcia gelegene, 43 km entfernte Moratalla. Der Ort ist die südlichste Gemeinde von Katilien-La Mancha. Zur Gemeinde gehören die Ortsteile Beg, Bojadillas, Cañadas (Las Cañás), Los Chorretites de Abajo, Cortijo del Herrero, Cortijo Nuevo, Fuente la Carrasca, La Molata, Pedro Andrés und Yetas de Abajo.
| 1900  | 1910  | 1920  | 1930  | 1940  | 1950  | 1960  | 1970  | 1981  | 1991  | 1996  | 2001  | 2011  | 2013  | 2015  | 2017  | 2022  |
| ----- | ----- | ----- | ----- | ----- | ----- | ----- | ----- | ----- | ----- | ----- | ----- | ----- | ----- | ----- | ----- | ----- |
| 4.420 | 4.573 | 5.012 | 4.930 | 5.631 | 5.538 | 4.997 | 3.971 | 2.829 | 1.972 | 1.928 | 1.728 | 1.512 | 1.434 | 1.362 | 1.277 | 1.180 |

## Sehenswürdigkeiten

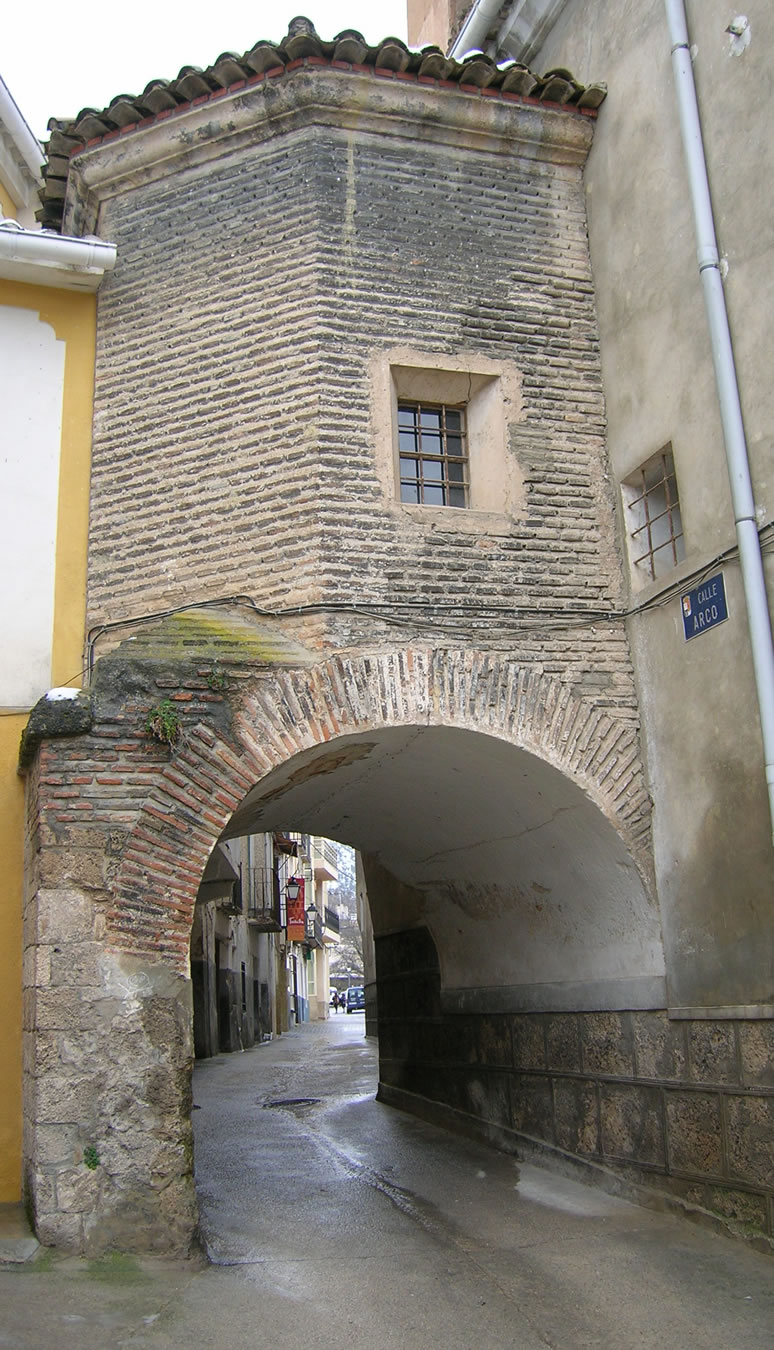
Calle del Arco

- Die Höhlen Cuevas de Nerpio.